# 1911 în film
- 1910 în cinematografie — 1911 în cinematografie — 1912 în cinematografie

## Filme românești
- Păpușa (film), regia Marinescu
- Amor fatal, regia Grigore Brezeanu
- Înșir'te mărgărite, regizori Grigore Brezeanu și Aristide Demetriade

## Premiere
- The Adventures of Lieutenant Daring
- Aerial Anarchists
- Aida
- Alkali Ike's Auto
- Les Aventures de baron de Munchhausen
- Baseball and Bloomers
- The Battle
- The Black Arrow
- Brown of Harvard
- The Buddhist Priestess
- La caduta di Troia (Căderea Troiei, regia Giovanni Pastrone)
- Cally's Comet
- The Coffin Ship
- The Colonel and the King
- Courting Across the Court
- The Cowboy and the Lady
- David Copperfield
- Defence of Sevastopol
- Flames and Fortune
- For Her Sake
- Friday the 13th
- The Godfather
- His Trust
- His Trust Fulfilled
- Her Crowning Glory
- L'Inferno
- The Last of the Mohicans
- Life As It Is
- Little Nemo
- The Higher Law
- The Lonedale Operator
- Der Müller und sein Kind
- The Pasha's Daughter
- Princess Clementina
- The Railroad Builder
- The Scarlet Letter
- The Smuggler
- Sweet Memories
- A Tale of Two Cities
- That's Happiness
- What Shall We Do with Our Old?
- Won by Wireless